# Нижегородский государственный историко-архитектурный музей-заповедник
Нижегородский государственный историко-архитектурный музей-заповедник — музейное объединение, включающее семь филиалов, расположенных на территории Нижнего Новгорода и Нижегородской области. В составе НГИАМЗ семь филиалов, шесть из которых сосредоточенны в исторической части города:
- Усадьба Рукавишниковых — главное здание НГИАМЗ, купеческий дворец на Верхне-Волжской набережной;
- Нижегородский кремль;
- Музей истории художественных промыслов Нижегородской области;
- Технический музей — авторская коллекция старинной техники и инструментов в рабочем состоянии;
- Мультимедийный исторический парк «Россия-моя история» в Главном ярмарочном доме;
- Музей Русского Патриаршества в городе Арзамасе;
- Выставочный зал «Покровка, 8».

Музей-заповедник является одним из самых крупных музейных объединений страны. НГИАМЗ — это комплексный по своему профилю — исторический, естественнонаучный, мемориальный, художественный, этнографический — музей. В филиалах музея представлены исторические экспозиции и выставки, организуются экскурсии, праздники, просветительские программы, презентации, корпоративные мероприятия.
В 2022 году музей занял 13-е место по посещаемости среди музеев России (его посетили более одного миллиона человек).

## Фонды

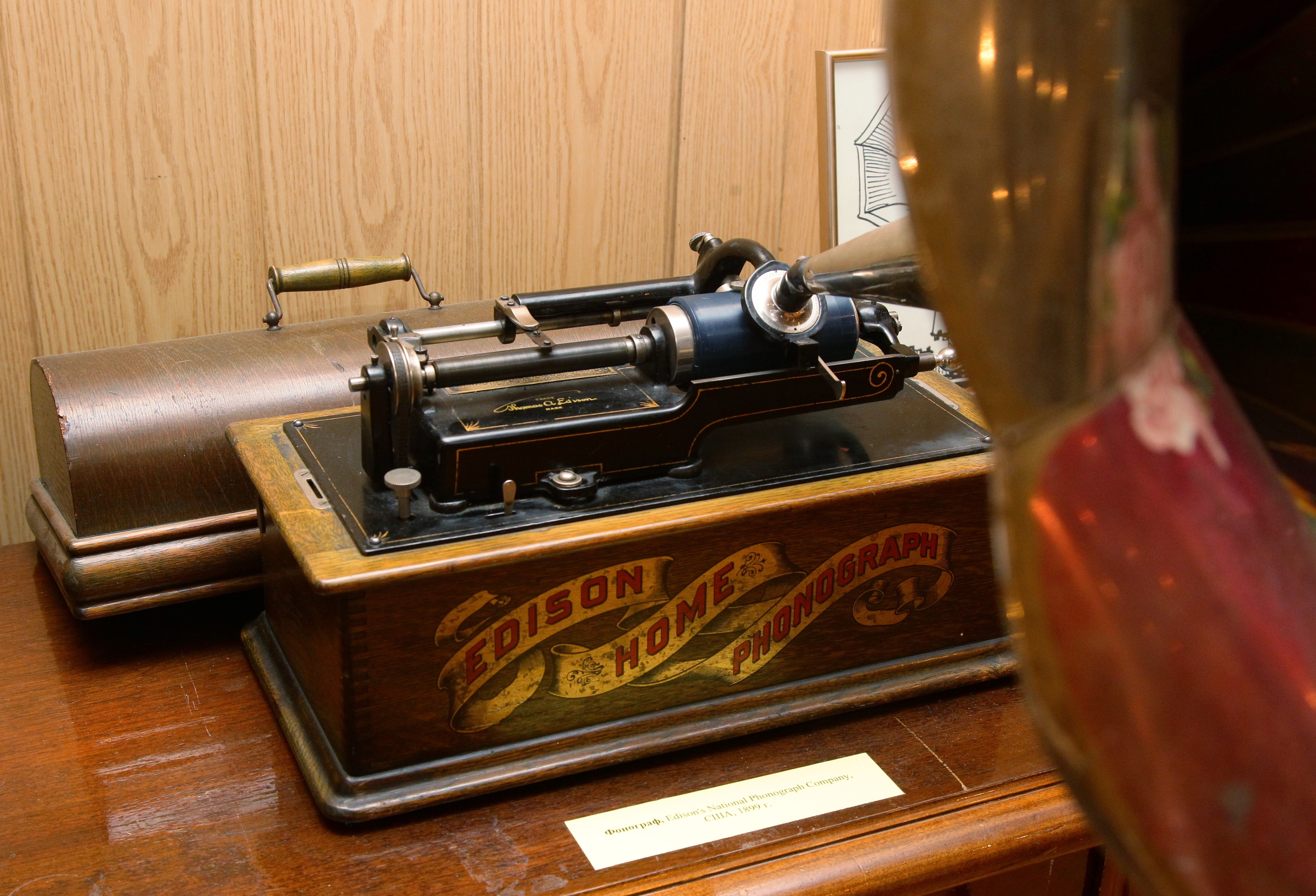
Фонограф Эдисона (1899 год выпуска) из коллекции Технического музея

Фонды НГИАМЗ насчитывают более 343 000 единиц хранения (из них 281 679 тыс. предметов — основной фонд, 61 741 тыс. — вспомогательный). Хронологический период собрания — от кембрийского геологического периода (600 млн.лет назад) до современности.
Предметами хранения являются живопись, графика (включая плакаты), скульптуры, предметы прикладного искусства, быта и этнографии, предметы нумизматики и фалеристики, предметы археологии, редкие книги, оружие, документы (включая кино-, видео-, фоно- и электронные документы), фотографии и негативы, предметы естественнонаучной коллекции, предметы минералогической коллекции, предметы техники, печатная продукция и др.
В их числе — особо ценные предметы из фарфора (32 255 единиц), стекла (5 458 единиц), предметы из драгоценных металлов (1 136 единиц). Коллекция фарфора сформировалась из двух основных поступлений: в 1923 году — от Шереметевых, в 1929 году — из фондов музеев Ленинграда и Ленинградской области. Среди экспонатов выдающиеся памятники русской и западно-европейской культуры из частных дворянских усадеб Шереметевых, Орловых-Давыдовых, Абамелек-Лазаревых, Пашковых, купеческих коллекций особняков Рукавишниковых, Каменских, Сироткина и др. Особую часть составляют фотографии нижегородского фотографа М. П. Дмитриева, фотографии и уникальная коллекция старинных предметов художника-фотографа А. О. Карелина. Жемчужиной собрания являются археологические находки из раскопок Сейминского могильника, получившего всемирную известность.

## История

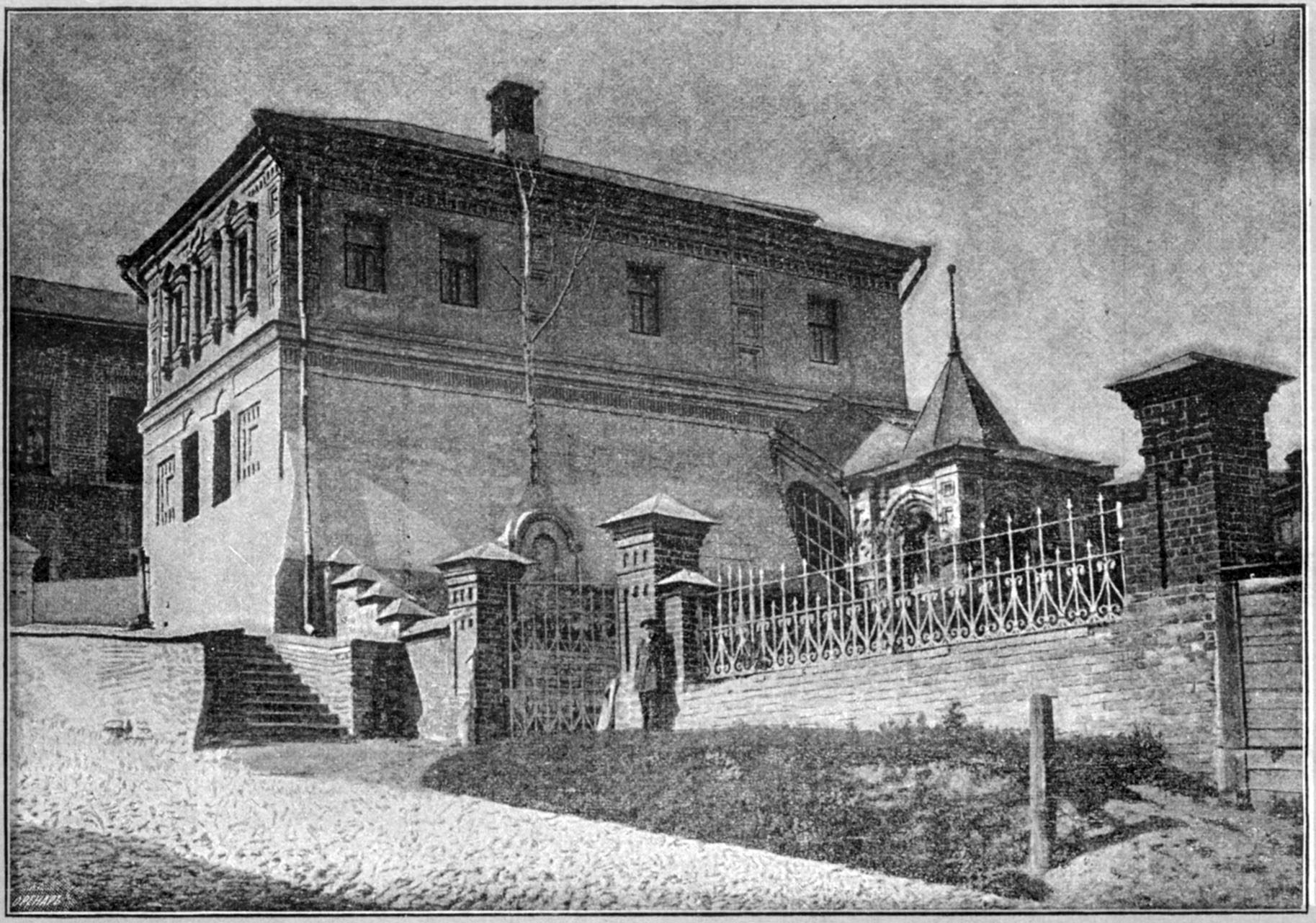
Петровский домик на Почайне — первое здание музея. Конец XIX века.

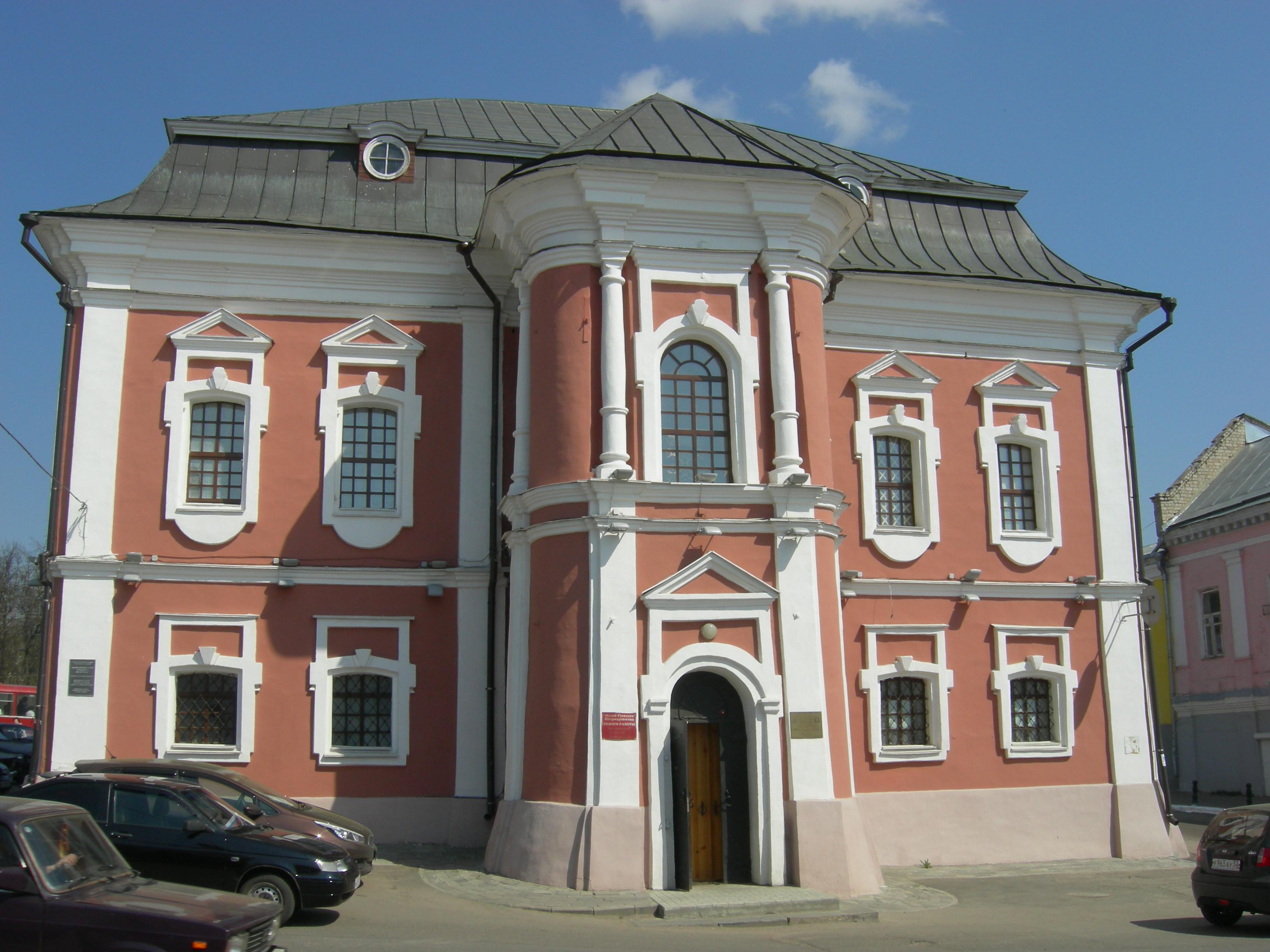
Музей русского патриаршества в Арзамасе в здании городового магистрата XVIII века.

- 1867 — Начало формирования коллекций будущего исторического музея. Инициатором выступил историк Александр Серафимович Гациский, секретарь нижегородского статистического комитета.
- 1887 — Начала работать Нижегородская губернская учёная архивная комиссия (НГУАК) под председательством А. С. Гациского. НГУАК заседала в Ивановской башне Нижегородского Кремля, в одном из помещений которой было организовано хранение предметов и памятников древностей, собираемых членами НГУАК и пожертвованных частными лицами.
- 1890—1895 — 16 мая 1890 года новый музей разместился в «Петровском домике» на Почайне. Он получил название «Петровский исторический музей». Его обустройство заняло более четырёх лет, и для публики он был открыт 3 января 1905 г.
- 1896 — 25 июня (7 июля) 1896 был открыт Нижегородский городской художественный и исторический музей в Дмитриевской башне кремля. Исторический отдел был полностью перенесен из Петровского домика. Коллекция художественного отдела состояла из произведений, присланных в дар Академией Художеств и русскими художниками.
- 1913 — В связи с ремонтом Дмитриевской башни, музей перемещён в здание Дворянского собрания (ул. Большая Покровская).
- 1914 — Исторический отдел музея был переведён в отремонтированную Дмитриевскую башню Нижегородского кремля, тогда как художественный отдел оставался на Большой Покровской.
- 1918 — Была реквизирована усадьба купца Сергея Михайловича Рукавишникова. В главном доме усадьбы был организован новый Народный Художественный музей. В организации нового музея в бывшем родительском доме участвовали сыновья купца Рукавишникова Иван (уже известный тогда поэт и писатель) и Митрофан (основатель династии скульпторов Рукавишниковых). Нижегородский художественный музей открылся 21 июля 1918 г.
- Октябрь 1918 — Из Дмитриевской башни кремля исторический отдел Нижегородского городского художественного и исторического музея был переведён в особняк Варвары Михайловны Бурмистровой, урождённой Рукавишниковой, и назван Нижегородский исторический музей. В настоящее время в этом здании находится Литературный музей А. М. Горького (ул. Минина, 26).
- 1924 — Переведение Художественного музея в бывшую усадьбу Д. В. Сироткина на Верхне-Волжской набережной. Он был открыт для публики 5 марта 1924 г.
- 1924 — В связи с реорганизацией Нижегородский исторический музей был переведен в главный дом Усадьбы Рукавишниковых на Верхне-Волжской набережной и назван Государственный историко-бытовой музей Нижегородского края. 29 июня он был открыт для публики. В октябре 1924 г. произошло объединение исторического музея с художественным под названием Нижегородский государственный объединённый музей. Исторический отдел занял три этажа дома Рукавишниковых, а художественный — главный дом и флигель бывшей усадьбы Д. В. Сироткина.
- 1929 — 15 июля вышло Постановление Президиума ВЦИК СССР от. «О переименовании Нижегородской области в Нижегородский край». Соответственно название музея было изменено на «Нижегородский краевой музей».
- 1934 — Создание самостоятельного Художественного музея выделением художественного отдела с его коллекциями из состава Краевого музея. Ныне — Нижегородский государственный художественный музей с отделом западноевропейского искусства XV — начала XX веков и экспозицией одной картины — «Воззвание Минина» К. Е. Маковского — на Верхне-Волжской набережной, 3.
- 1937 — Музей был переименован в «Горьковский областной государственный краеведческий музей» на основании Указания Комитета по делам музеев Наркомпроса РСФСР. В музее создается новая структура, состоящая из трёх отделов: природы, истории и социалистического строительства.
- 1941—1943 — 28 октября 1941 г. Горьковский городской комитет обороны своим постановлением предложил в срочном порядке, за 6-7 дней, освободить здание Областного Краеведческого музея и перевезти его коллекции в село Тонкино Горьковской области. В феврале 1943 г. положение на фронте стабилизировалось, и Горьковским городским комитетом обороны было принято решение о возвращении музея из эвакуации. 20 апреля музей вернулся на Верхне-Волжскую набережную.
- 1958 — Согласно с распоряжением Совета министров РСФСР областной краеведческий музей послужил базой для создания музея республиканского значения — «Горьковский государственный историко-архитектурный музей-заповедник». Старейший музей области получил статус музейного объединения, включив в единую структуру несколько филиалов — разных архитектурных памятников города. Кроме основного здания — дома Рукавишниковых, в объединение вошли Нижегородский кремль, Архангельский собор, две церкви: Рождественская и Смоленская (построенные Строгановыми), музей Я. М. Свердлова, открытый для публики ещё в 1947 г., и вновь создававшийся (на стадии научного проектирования) Музей архитектуры и быта народов Нижегородского Поволжья.
- 1967 — Для ознакомления с особенностями жизни и быта разночинной нижегородской интеллигенции на рубеже 19-20 вв создан Дом-музей сестёр Невзоровых (ул. Горького, 127), который в 1993 года был переименован в «Музей нижегородской интеллигенции».
- 1973 — Открыт для посетителей Музей архитектуры и быта народов Нижегородского Поволжья — музей под открытым небом на Щёлковском хуторе. (Выведен из состава объединения в 2013 г.)
- 1977 — Музей художественных промыслов города Семенова введен в состав музея-заповедника. Открыт Музей истории областной организации КПСС, разместившийся в нескольких комнатах здания бывшего губернаторского дома в Нижегородском кремле, который занимала тогда областная партийная организация.
- 1981 — В состав объединения введён Нижегородский острог (пл. Свободы, 2) — тюремный комплекс начала XIX в. (Выведен из состава музея-заповедника в 2013 г.)
- 1983 — Открыт Музей истории художественных промыслов Нижегородской области (ул. Большая Покровская, 43).
- 1980—1990 — В состав музея-заповедника включены: Павловский краеведческий музей, Семёновский историко-литературный музей, Богородский краеведческий музей, музей истории Макарьевского монастыря. К началу 1990-х гг. Горьковский историко-архитектурный музей-заповедник представлял собой крупное объединение, включавшее в свой состав шестнадцать «объектов музейного показа».
- 1991 — В соответствии с решением исполнительного комитета областного Совета народных депутатов о передаче права финансирования расходов на содержание филиалов государственных музеев по месту их нахождения произошло выделение из состава музея-заповедника филиалов, расположенных в разных районных центрах области. Кроме того, в ведение Нижегородского Епархиального управления были переданы Архангельский собор, Рождественская и Смоленская церкви.
- 1994 — Закрыто на реставрацию главное здание музея — главный дом усадьбы купца С. М. Рукавишникова.
- 2010 — 7 сентября — открытие Главного здания НГИАМЗ после реставрации.
- 2012 — Восстановлена Зачатская башня кремля и примыкающие к ней участки стен, обрушившиеся 200 лет назад. Таким образом кольцо крепостных стен снова замкнулось.
- 2013 — 1 августа открыт Музей русского патриаршества в городе Арзамасе — совместный проект НГИАМЗ и Нижегородской митрополии Русской Православной церкви.
- 2013 — 30 декабря НГИАМЗ передано в оперативное управление здание по ул. Провиантская, д. 5 — «Дом Балакирева» для его музеефикации.
- 2016 — 24 мая НГИАМЗ передано в оперативное управление здание по ул. Дальней, д. 15 — «Дом купца В. И. Смирнова».
- 2016 — В состав НГИАМЗ вошёл Технический музей, представляющий коллекцию старинной техники и инструментов В. В. Хуртина.
- 2017 — 4 ноября открылся филиал НГИАМЗ Мультимедийного исторического парка «Россия — моя история» в Главном ярмарочном доме.